# Sinan Sakić
Sinan Sakić (srbska cirilica Синан Сакић), srbski pevec narodne glasbe, * 13. oktober 1956, Loznica, † 1. junij 2018, Beograd.
Sakić se je med najpriljubljenejše pevce narodne glasbe izstrelil v 80. letih pod okriljem skupine Južni vetar, ko je bil del »velike peterice« skupaj z Dragano Mirković, Miletom Kitićem, Šemso Suljaković in Kemalom Malovčićem, po izstopu iz nje pa je nadaljeval solo kariero. Tekom življenja je osvojil 23 oskarjev popularnosti, 10 nagrad Melko, 8 diamantnih plošč, 5 platinastih plošč, veliko število zlatih plošč in mnoge druge nagrade.

## Osebno življenje
Sakić se je rodil v Loznici 13. oktobra 1956 v revni družini. Njegova mati Đulka je delala v tovarni, medtem ko je bil oče Rašid član vojaškega orkestra, kasneje zagrebške in beograjske filharmonije. Že kot otrok je pokazal zanimanje za glasbo, vendar mu želja igrati klavir ni bila izpolnjena, saj je oče mislil, da od tega ne bo imel koristi. Po poklicu je bil elektrovarilec, vendar je delal tudi kot gostilničar.
Pri osemnajstih letih je služil vojaški rok v Pulju. Po prihodu iz vojske se je poročil. V tem času je že bil pevec v gostilni, medtem ko je njegova soproga, Velida iz Janje pri Bijeljini, izhajala iz zelo premožne družine. V tem zakonu sta se mu rodila dva sina, Rašid in Medo. Medo Sakić je prav tako pevec, medtem ko Rašid Sakić prestaja zaporno kazen zaradi umora. Drugič se je poročil leta 1981 s Sabino, s katero je dobil hčer Đulkico in sina Alena. Poleg tega je za svoja vzel tudi Sabinina otroka iz prvega zakona, Ernesta in Elvisa.
Sakić je redno obiskoval indijskega duhovnega vodjo Sathya Sai Babo, za katerega je tudi trdil, da je pomagal njemu in njegovi družini.
27. aprila 2018 je bil sprejet v beograjsko bolnišnico, kjer je bilo ugotovljeno, da mu morajo presaditi jetra (predhodno so mu v žolčne kanale vgradili opornice, ki pa so bile le začasna rešitev). Presaditve ni dočakal; umrl je 1. junija v jutranjih urah. Pokopan je na muslimanskem pokopališču v Loznici.

## Glasbena kariera
Glasbeno kariero je Sinan Sakić začel kot bobnar, ko je z zgolj 13 leti začel nastopati kot član narodnjaške skupine, kasneje pa tudi skupaj z basistom Bratislavom Bracom Dinkićem. Bobnar je bil vse do leta 1984.
V 70. letih se je po prepričevanju kolegov iz skupine začel ukvarjati s petjem ter hitro postal eden najbolje plačanih gostilniških pevcev v Loznici in okolici. Učil se je pesmi Tome Zdravkovića, Zdravka Čolića, Šabana Šaulića in mnogih drugih pevcev, njegov talent pa so opazili Radoje Mitrović, Miodrag M. Ilić ter številni drugi glasbeniki.
Svoji prvi pesmi Sreli smo se mnogo kasno in Jedna tuga za dva druga je posnel leta 1978 ter leto kasneje še dve – Kulu gradim, vihor je obara in Mala Šemsa. V prihodnjih letih je posnel še nekaj singlov, ki so povečini bili popularni na lokalnem nivoju, medtem pa je hitro začel privlačiti pozornost občinstva, zlasti iz Srbije in BiH. Leta 1981 je spoznal ustanovitelja Južnega vetra in postal njegov član. Svoj prvi album, Još uvek te čekam, je Sinan izdal leta 1982 skupaj z Južnim vetrom. Že po treh mesecih od izdaje so nekatere od pesmi (Miko, druže moj in Na igranci sinoć) postale uspešnice, plošča pa je bila prodana v nakladi okoli 100.000 primerkov. V letih 1983 in 1984 je z Južnim vetrom izdal še dva albuma, Što me pitaš kako živim in Pogledaj me, od katerih je bil slednji prodan v 700.000 primerkih.
Na jugoslovanski turneji Južnega vetra leta 1986 je skupaj z Dragano Mirković, Miletom Kitićem, Šemso Suljaković in Kemalom Malovčićem nastopal širom SFRJ. Turneja je dosegla višek z velikim koncertom na beograjskem stadionu Tašmajdan, pred 18 000 ljudmi.
Prvi beograjski solistični koncert je priredil leta 1986 v Hali Pinki v Zemunu pred 5000 obiskovalci, medtem ko jih je še enkrat toliko bilo pred halo. S sarajevsko skupino Nervozni poštar je priredil turnejo po BiH in Hrvaški. Poleg koncerta na Tašmajdanu je postavil rekord v Sarajevu v dvorani Zetra pred 15.000 obiskovalci, kot tudi v Tuzli, kjer je njegovemu koncertu prisostvovalo okoli 10.000 gledalcev. Nastopal je tudi izven meja Jugoslavije, v Nemčiji, Avstriji in številnih drugih državah.
Sinan Sakić je do leta 1991 z Južnim vetrom izdal 10 albumov. Iz tega obdobja izhajajo mnoge uspešnice: Ej, od kad sam se rodio, Sudbina me na put šalje, Zaljubljen u tebe, Izađi na pet minuta, Reci sve želje ter številne druge. Sinan je prvič zapustil Južni vetar leta 1991 po albumu Delija momak. V letih 1992 in 1993 je izdal dva albuma v produkciji Zorana Starčevića. V obdobju sodelovanja s Starčevićem je Sinan posnel uspešnice Ljubila me žena ta, Žena kose duge, Svirajte, napraviću lom, Otvaram ti dušu ... Že leta 1994 se je Sinan vrnil v Južni vetar in izdal album U meni potraži spas, na katerem izstopa pesem Pokloni poljubac prijatelju starom. V Južnem vetru je ostal do leta 2001, ko je izdal zadnji album za to produkcijo. Iz obdobja med letoma 1994 in 2001 (7 albumov) izstopajo pesmi Zoko, moja Zoko, Ja poklanjam zlatnu burmu, Ja nemam više kome da verujem, Kuda ideš srećo moja ter ostale.
Po izstopu iz Južnega vetra je Sinan leta 2002 posnel album Na eks. S tega albuma sta se najbolj prijeli pesmi Pijem na eks in Sunce moje. Po treh letih premora je izdal še album Emotivac, s katerega je največji uspeh požela pesem Lepa do bola. Leta 2009 je bil izdan album To je život moj, s katerega izstopata pesmi Minut, dva in Život da stane ne sme. Njegova zadnja albuma sta bila Šalu na stranu iz 2011. in Jedina iz 2014. leta, za katerega je posnel šest videospotov.
V času življenja je izdal 26 albumov, 12 kompilacij, priredil veliko število koncertov in posnel nekaj duetov, izmed katerih izstopa Svi grešimo z Dragano Mirković. Pesem Sabina je posvetil svoji ženi, s katero se je poročil 29. junija 1981. Priredil je številne velike koncerte na beograjskem Tašmajdanu, zadnjega 3. junija 2017.
Aprila 2022 je Sinanova vdova posthumno objavila album To si ti z desetimi pesmimi, posnetimi leta 2012.

## Diskografija
| - Još uvek te čekam (1982) - Što me pitaš kako živim (1983) - Pogledaj me (1984) - Reci sve želje (1985) - Pusti me da živim (1986) - Svi grešimo (1987) - Čaša po čaša (1988) - Reci čašo (1989) - Kad se vrate skitnice (1990) - Na Balkanu (1991) - Ljubila me žena ta (1992) - Korak od sna (1993) - U meni potraži spas (1994) - Sinan Sakić (1995) - Zoko, moja Zoko (1996) - Dodirni me (1997) - Drž’ se Mile, još si živ (1998) - Ne, ne daj da te ljubi (2000) - Sinan Sakić (2001) - Na eks (2002) - Emotivac (2005) - To je život moj (2009) - Šalu na stranu (2011) - Jedina (2014) - To si ti (2022) | - Sreli smo se mnogo kasno/Jedna tuga za dva druga (1978) - Kulu gradim, vihor je obara/Mala Šemsa (1979) - Ne tuguj druže stari/Suviše si lepa da bi moja bila (1980) - Rastanak kraj reke/Ti imaš svoje društvo (1989) - Svirajte, napraviću lom/Ni po' groša prebijena (1993) - Mala Šemsa, kompilacija singlov iz 1978–1981 (1995) - Žena kose duge (1996) - Hitovi 1 (2000) - Hitovi 2 (2000) - Na Balkanu/Što me pitaš kako živim z Južnim vetrom (2000) - Hitovi za sva vremena (2002) - Sinan i Južni vetar (2005) - Ej, od kad sam se rodio/Miko, druže moj z Južnim vetrom (2009) - Uživo Skenderija (2001) - The best of Sinan Sakić - Uživo, z Južnim vetrom |